# Абдухалик Уйгур
Абдухалик Уйгур (уйг. ئابدۇخالىق ئۇيغۇر / Абдухалиқ Уйғур; 9 февраля 1901 — 13 марта 1933) — уйгурский поэт.

## Биография
Родился в 1901 году в богатой семье в деревне Багра, округ Турфан, Синьдзян. С раннего детства изучал религиозные науки и языки - арабский и персидский.
Абдухалик начал учёбу в медресе в возрасте восьми лет, где он изучал арабскую, персидскую и уйгурскую классику. Позже он перешёл в китайскую школу в городе Турфан, там, выучив китайский язык он познакомился с классическими произведениями китайской литературы, читал в том числе и романы Сунь Ятсена и Лу Синя.
С 1923 года он провёл 3 года в Советском Союзе, где занимался изучением русской литературы. В 1926 году он вернулся на родину, где начал борьбу с нищетой и невежеством в составе школы «Akartiş Birleşmesi».
После 1930 года Абдухалик примыкает к подпольному движению уйгурских интеллектуалов.
Его непримиримая борьба против партии Гоминьдан привела в 1933 году к его аресту, а через короткое время, 13 марта Абдухалик Уйгур вместе с соратниками по борьбе был казнён генерал-губернатором Синьцзяна Шэн Шицаем.

## Произведения

### Стихи
- «Oygan» (Пробудись!),
- «Gezep ve Zar» (Гнев и крик),
- «Zulumga Karşi» (Против угнетения),
- «Körüngen Tag Yirak Emes»
- «Köñül Hahişi»